# Robert Daniels
Robert Daniels est un boxeur américain né le 30 août 1968 à Miami, Floride.

## Carrière
Passé professionnel en 1984, il remporte le titre vacant de champion du monde des poids lourds-légers WBA en battant aux points le 27 novembre 1989 Dwight Muhammad Qawi mais s'incline également aux points contre Bobby Czyz le 8 mars 1991.